# Spirit 101

Spirit 101 (и его модификации) — гоночный автомобиль Формулы-1 команды Spirit Racing, участвовавший в Чемпионатах мира по автогонкам в классе Формула-1 сезонов 1984 и 1985 годов.

## История
Шасси, выступавшее в 1984 получило индекс 101B.
Версия 101C с трёхлитровым атмосферным двигателем Ford Cosworth DFV V8 использовалась лишь в одной гонке на Гран-при Детройта 1984 года. Хуб Роттенгаттер не смог даже пройти квалификацию.
В трёх гонках 1985 года использовалось модернизированное шасси 101D, которое стало последним в истории команды.

## Результаты выступлений в гонках
| Год  | Шасси            | Двигатель              | Шины | Пилоты       | 1    | 2    | 3    | 4   | 5    | 6   | 7   | 8   | 9    | 10  | 11  | 12   | 13  | 14   | 15  | 16  | Место | Очки |
| ---- | ---------------- | ---------------------- | ---- | ------------ | ---- | ---- | ---- | --- | ---- | --- | --- | --- | ---- | --- | --- | ---- | --- | ---- | --- | --- | ----- | ---- |
| 1984 | Spirit 101B/101C | Hart 415T L4 Т, 1,5 л. | P    |              | БРА  | ЮАР  | БЕЛ  | САН | ФРА  | МОН | КАН | ДЕТ | ДАЛ  | ВЕЛ | ГЕР | АВТ  | НИД | ИТА  | ЕВР | ПОР | НКЛ   | 0    |
| 1984 | Spirit 101B/101C | Hart 415T L4 Т, 1,5 л. | P    | Бальди       | Сход | 8    | Сход | 8   | Сход | НКВ |     |     |      |     |     |      |     |      | 8   | 15  | НКЛ   | 0    |
| 1984 | Spirit 101B/101C | Hart 415T L4 Т, 1,5 л. | P    | Роттенгаттер |      |      |      |     |      |     | НКЛ | НКВ | Сход | НКЛ | 9   | Сход | НКЛ | Сход |     |     | НКЛ   | 0    |
| 1985 | Spirit 101D      | Hart 415T L4 Т, 1,5 л. | P    |              | БРА  | ПОР  | САН  | МОН | КАН  | ДЕТ | ФРА | ВЕЛ | ГЕР  | АВТ | НИД | ИТА  | БЕЛ | ЕВР  | ЮАР | АВС | НКЛ   | 0    |
| 1985 | Spirit 101D      | Hart 415T L4 Т, 1,5 л. | P    | Бальди       | Сход | Сход | Сход |     |      |     |     |     |      |     |     |      |     |      |     |     | НКЛ   | 0    |

| Легенда к таблице |                                                                    |
| --- | ------------------------------------------------------------------ |
| В таблице перечислены результаты всех Гран-при Формулы-1, в которых использовался автомобиль. Строками таблицы являются сезоны, столбцами — этапы чемпионата мира. В каждой клетке указаны сокращённое название этапа и результат, дополнительно обозначенный цветом. Расшифровка обозначений и цветов представлена в нижеследующей таблице. |                                                                    |
| \| Пример \| Описание \| \| ------------ \| ------------------------------------------------------------------ \| \| 1 \| Победитель \| \| 2 \| Второе место \| \| 3 \| Третье место \| \| 5 \| Финишировал, заработав очки \| \| Сход \| Не финишировал, но при этом заработал очки \| \| 12 \| Финишировал, не получив очков \| \| НКЛ \| Финишировал, но не попал в финальную классификацию \| \| 15 \| Участвовал вне зачёта, либо по отдельной классификации \| \| 18 \| Не финишировал, но попал в финальную классификацию \| \| Сход \| Не финишировал \| \| НКВ \| Не прошёл квалификацию \| \| НПКВ \| Не прошёл предквалификацию \| \| ДСК \| Дисквалифицирован \| \| ИСК \| Исключён из протокола соревнований \| \| ТТ \| Заявлен для участия только в тренировках \| \| НС \| Участвовал в квалификации, но не стартовал в гонке \| \| Т \| Травмирован или болен \| \| ОТК \| Отказ от участия \| \| НТР \| Прибыл на соревнования, но на трассу не выезжал \| \| НПР \| Был заявлен в числе участников, но не прибыл к началу соревнований \| \| О \| Соревнования отменены \| \| \| Не участвовал \| \| Поул-позиция \| \| \| Быстрый круг \| \| |                                                                    |
| Пример | Описание                                                           |
| 1 | Победитель                                                         |
| 2 | Второе место                                                       |
| 3 | Третье место                                                       |
| 5 | Финишировал, заработав очки                                        |
| Сход | Не финишировал, но при этом заработал очки                         |
| 12 | Финишировал, не получив очков                                      |
| НКЛ | Финишировал, но не попал в финальную классификацию                 |
| 15 | Участвовал вне зачёта, либо по отдельной классификации             |
| 18 | Не финишировал, но попал в финальную классификацию                 |
| Сход | Не финишировал                                                     |
| НКВ | Не прошёл квалификацию                                             |
| НПКВ | Не прошёл предквалификацию                                         |
| ДСК | Дисквалифицирован                                                  |
| ИСК | Исключён из протокола соревнований                                 |
| ТТ | Заявлен для участия только в тренировках                           |
| НС | Участвовал в квалификации, но не стартовал в гонке                 |
| Т | Травмирован или болен                                              |
| ОТК | Отказ от участия                                                   |
| НТР | Прибыл на соревнования, но на трассу не выезжал                    |
| НПР | Был заявлен в числе участников, но не прибыл к началу соревнований |
| О | Соревнования отменены                                              |
| | Не участвовал                                                      |
| Поул-позиция |                                                                    |
| Быстрый круг |                                                                    |